# Liquidambar orientalis
Espèce
Classification phylogénétique
Répartition géographique
Liquidambar orientalis, aussi appelé copalme d'Orient, est un arbre de la famille des Hamamelidaceae, ou des Altingiaceae selon la classification phylogénétique.

## Répartition et habitat
Il est aujourd'hui présent seulement dans le sud-ouest de la Turquie et sur l'ile de Rhodes. Il avait une aire de distribution beaucoup plus importante vers l'Ouest et le Nord en Europe du Tertiaire au Pléistocène. Mais comme beaucoup de végétaux européens des périodes préglaciaires, il a disparu de l'essentiel de l'Europe du fait des dernières glaciations. Son aire actuelle beaucoup plus restreinte constitue en fait son refuge glaciaire, où l'espèce est restée bloquée malgré un climat redevenu favorable en Europe durant l'Holocène, à cause des barrières écologiques qui ont empêché sa recolonisation.
C'est un arbre des forêts alluviales méditerranéennes. Contrairement à son cousin le copalme d'Amérique qui est plutôt acidiphile, le copalme d'Orient est adapté aux sols basiques, riches en calcaire. Il cohabite souvent avec l'aulne d'Orient, le frêne à feuilles étroites, le laurier-rose et le gattilier, dans le même type de station que le platane d'Orient avec lequel il cohabitait autrefois.
Du fait du déboisement des vallées au sol riche pour l'agriculture, les peuplements de cette essence dans son aire naturelle ne subsistent plus qu'à l'état de reliques, totalisant seulement quelques centaines d'hectares, préservées essentiellement par l'exploitation de sa résine. Avant les défrichements systématiques des plaines alluviales du Bassin Méditerranéen par l'homme depuis le Néolithique, il est probable que son aire de répartition était plus étendue.
En plantation il est assez rustique face aux hivers froids jusqu'en Europe du Nord, mais le manque de chaleur en saison de végétation y réduit fortement sa croissance.

## Description
C'est un grand arbre mesurant 20 m et pouvant atteindre 35 m de hauteur dans de bonnes conditions, au feuillage dense, caduc. Les feuilles sont plus petites que celles de Liquidambar styraciflua et tendent à être plus découpées, les lobes étant parfois eux-mêmes dotés de sous-lobes. Elles sont entièrement glabres dessous (sans pilosité). Le feuillage d'automne est coloré mais pas aussi flamboyant que celui de son cousin américain.

## Utilisation
Sa résine appelée storax ou styrax du levant est utilisée comme encens ou en parfumerie.